# 붐 (방송인)
붐(본명: 이민호, 李敏鎬, 1982년 5월 10일 ~ )은 대한민국의 MC, 가수이다.

## 경력
1997년 key 1집으로 데뷔하고 나서 2009년 10월 29일에는 연예병사로 입대했고, 2011년 8월 22일에는 전역하여 SBS 예능프로그램인 《강심장》에 복귀하였다.

## 학력
- 안양예술고등학교 연극영화학과 (졸업)
- 수원대학교 연극영화학과 (중퇴)
- 고려사이버대학교 융합경영학과 (휴학)

## 활동

### 방송
- 《일자리 천국 굿잡》 (KBS2)
- 《달리는 노래방》 (KBS2)
- 《편애중계》 (MBC)
- 《뭐든지 프렌즈》 (tvN)
- 《서울메이트 3》 (tvN)
- 《슈퍼히어러》 (tvN)
- 《짠내투어》 (tvN)
- 《쇼! 오디오자키》 (tvN)
- 《놀라운 토요일 - 도레미 마켓》 (tvN)
- 《미운 우리 새끼》 (SBS)
- 《수상한 가수》 (tvN)
- 《너의 목소리가 보여 시즌 4》 (M.net)
- 《애정통일! 남남북녀 시즌 2》 (TV조선)
- 《THE 건강한 SHOW 'IN&OUT'》 (sky Drama)
- 《K팝스타 5》 (SBS)
- 《K팝스타 2》 (SBS)
- 《K팝스타 1》 (SBS)
- 《앞치마 휘날리며》 (TV조선)
- 《천생연분 리턴즈》 (MBC EVERY1)
- 《용감한 작가들》 (E채널)
- 《스타 페이스오프》 (SBS)
- 《블라인드 테스트쇼 180도》 (MBC)
- 《익스트림 7》 (MBC every1)
- 《다이아몬드 걸》 (QTV)
- 《코미디에 빠지다》 (MBC)
- 《위문열차》국군방송 (KFN) 진행[2]
- 《이경규 김용만의 라인업》 (SBS)
- 《강심장》 (SBS)
- 《놀라운대회 스타킹》 (SBS)
- 《전력질주! 기록의전당》 (SBS)
- 《슈퍼 아이》 (SBS)
- 《섹션TV 연예통신》 (MBC)
- 《일요일 일요일 밤에 - 소녀시대의 힘내라 힘!》 (MBC)
- 《스타의 친구를 소개합니다》(MBC)
- 《스친소 서바이벌》 (MBC)
- 《일자리가 미래다》 (MBC)
- 《추석특집 - 박명수, 이혁재의 죽기전에 꼭 봐야 할 개그》 (MBC)
- 《더 폰 시즌2》 (tvN)
- 《살아있는 용기 - 나를 채워라!》 (tvN)
- 《현장결제 친구가 쏜다》 (tvN)
- 《연애불변의 법칙 삼자대면》 (올리브)
- 《After school of 樂》 (M.net)
- 《School of 樂》 (M.net)
- 《아주 수상한 캐스팅》 (M.net)
- 《스타사랑 피자한판 러버스가 간다》 (온스타일)
- 《20세기 차트쑈 소년중앙》 (중앙일보 QTV)
- 《천하무적 스파이크왕》 (MBC 드라마넷)
- 《아이돌군단의 떴다! 그녀》 시즌 3 (MBC EVERY1)
- 《아이돌군단의 떴다! 그녀》 시즌 4 (MBC EVERY1)
- 《스타 황당극장 어머나!》 (MBC EVERY1)
- 《선생님이 오신다》 (MBC EVERY1)
- 《가족오락관》 (KBS1)
- 《주주클럽》 (KBS2)
- 《도전! 황금사다리》 (KBS2)
- 《대결! 노래가 좋다》 (KBS2)
- 《신동엽 신봉선의 샴페인》 (KBS2)
- 《해피선데이》 - 이맛에 산다, 스쿨림픽 (KBS2)
- 2011년 《자유선언 토요일》 - 시크릿 (KBS2)
- 《자유선언 토요일》 - 가족의 탄생) (KBS2)
- 《청춘불패 2》 (KBS2)
- 《위기탈출 넘버원》 (KBS2)
- 《출발드림팀 시즌 2》 (KBS2)
- 《화성인 X-파일》 (tvN)
- 《비밀병기 그녀》 (MBC 에브리원)
- 《미스터리 음악쇼 복면가왕》 - 흑백논리 체스맨 (MBC)
- 《맛집남 시즌 1》 (동아TV)
- 《맛집남 시즌 2》 (동아TV)
- 《하숙집 딸들》(KBS2) 게스트
- 《노래싸움 - 승부》 (KBS2)
- 《별별톡쇼》 ('TV조선)
- 《뽕 따러 가세》 (TV조선)
- 《씨름의 희열》 (KBS 2TV)
- 《놀라운 토요일》 (tvN)
- 《트롯신이 떴다》 (SBS)
- 《내일은 미스트롯》 (TV조선)
- 《내일은 미스트롯2》 (TV조선)
- 《내일은 미스터트롯》(TV조선)
- 《신청곡을 불러드립니다 - 사랑의 콜센타》(TV조선)
- 《미스터트롯의 맛》 (TV조선)
- 《뽕숭아학당[3]》 (TV조선)
- 《구해줘 홈즈》(MBC) (6월 15일 방송분을 마지막으로 하차)
- 《정답누설 퀴즈쇼 - 오늘 배송》 (SBS)
- 《안싸우면 다행이야》(MBC)
- 《내 딸 하자》(TV조선)
- 《내일은 국민가수》(TV조선)
- 《신상출시 편스토랑》(KBS2)
- 《화요일은 밤이 좋아》(TV조선)
- 《해방타운》(JTBC) (10월 1일 방송분을 마지막으로 하차)
- 《개나리학당》(TV조선)
- 《국가가부른다》(TV조선)
- 《우리들의트로트》(MBN)
- 《스타탄생》(JTBC)
- 《우리들의남진》(MBN)
- 《(근황 TV) 살아있네!살아있어》  (tvN)
- 《내일은 미스터트롯2》(TV조선)
- 《트랄랄라 브라더스》(TV조선)
- 《미스트롯3》(TV조선)
- 《라디오스타》(MBC)
- 《미스쓰리랑》 (TV조선)

### 웹예능
- 《최자로드》 (유튜브)

### 드라마
- 《베스트극장 - 드리머즈》 (MBC)
- 《레인보우 로망스》 (MBC)
- 2006년 《소울메이트》 (MBC) - 미용사 역
- 2016년 《안투라지》 (tvN)

### 영화
- 《국경의 남쪽》 (2006) - 리포터 역
- 《종이 비행기》 (2016)

### 라디오
- 《붐의 Fun Fun 라디오》 (MBC ,2007~2008)
- 《붐의 영스트리트》 (SBS, 2011~2013)
- 《DJ 붐의 드라이빙 클럽》 (SBS , 2016 ~ 2017)
- 《붐붐파워》 (SBS, 2017 ~ 2022)

### 음악
- 레카

## 사건
- 신화의 전진을 같이 사칭하였다.
- 2013년 11월 14일에 불법 도박 혐의로 서울중앙지검에 처벌되어서 방송출연 정지를 당했다.
- 2015년 1월 3일에 부친상을 당하였다.
- 2020년 뽕숭아학당, 트롯신이 떴다 겹치기 편성으로 트롯신이 떴다에서 하차하였다.
- 2021년 7월 5일, 금연에 성공하였다.[4]

## 수상
- 2005년 MBC 방송연예대상 쇼 버라이어티부문 남자 신인상
- 2006년 MBC 방송연예대상 인기상
- 2009년 SBS 연예대상 쇼 버라이어티부문 남자 신인상
- 2018년 SBS 연예대상 라디오부문 라디오 DJ상
- 2021년 SBS 연예대상 라디오부문 라디오 DJ상 (붐붐파워)
- 2021년 MBC 방송연예대상 남자 MC상 (안 싸우면 다행이야)
- 2022년 MBC 방송연예대상 남자 최우수상 (안싸우면 다행이야)
- 2023년 KBS 연예대상 프로듀서 특별상 (신상출시 편스토랑)
- 2023년 MBC 방송연예대상 베스트 엔터테이너상 (안싸우면 다행이야)
- 2024년 MBC 방송연예대상 프로듀서 특별상